# Безобразов, Павел Владимирович
Па́вел Влади́мирович Безобра́зов (2 (14) февраля 1859, Санкт-Петербург, Российская империя — 13 сентября 1918) — русский историк, учёный-византинист, публицист, прозаик, переводчик.

## Биография
Представитель древнего дворянского рода Безобразовых. Родился 2 (14) февраля 1859 года в Санкт-Петербурге в семье академика, экономиста и сенатора В. П. Безобразова и писательницы Е. Д. Безобразовой (урождённой Масловой). Брат философа, историографа, педагога, журналиста и общественного деятеля М. В. Безобразовой и камергера Д. В. Безобразова.
Учиться начал в гимназии Карла Мая (до 1870), затем учился в Царскосельской гимназии, которую окончил с золотой медалью в 1879 году и поступил на историко-филологический факультет Санкт-Петербургского университета.
Осенью 1883 года выпускник университета был командирован в Турцию, Грецию и Италию Императорским православным палестинским обществом для ознакомления с хранящимися на библиотеках и коллекциях Востока, Греции и Италии греческими рукописями. Обследовал рукописные собрания Константинополя и окрестностей — библиотеку Иерусалимского подворья, Силлога (Константинопольское учёное общество), богословской школы на острове Халки, коммерческой школы на этом же острове.
Сразу после возвращения с Востока, Безобразов начал чтение лекций по истории Византии. С января 1888 года — приват-доцент кафедры всеобщей истории Московского университета. В 1890 году Петербургским университетом за диссертацию «Византийский писатель и государственный деятель Михаил Пселл» П. В. Безобразов был удостоен степени магистра всеобщей истории.
После выступления с публичной лекцией «О женщине в истории» в 1895 году, вызвавшей негативную реакцию со стороны министра народного просвещения графа Делянова, он был вынужден подать в отставку. Лишь в 1905 году смог снова вернуться в Московский университет. С 1908 года — архивариус Государственной думы.
Был женат на дочери знаменитого историка С. М. Соловьёва — Марии Сергеевне Соловьёвой.

## Научные труды и избранная библиография
Автор статей по византийской истории и палестиноведению. Первые исторические статьи П. В. Безобразова появились ещё в студенческие годы в издании «Трудов Студенческого научно-литературного общества при Императорском Санкт-Петербургском университете».
Работы ученого публиковались в различных журналах, в частности, «Исторический вестник», «Византийский временник», «Журнал Министерства народного просвещения», «Чтения общей истории и древностей Российских», «Наблюдатель», по палестиноведению в изданиях Палестинского Общества, а также в российских газетах.
- Боэмунд Тарентский. — Санкт-Петербург: Тип. В. С. Балашева и К°, 1883. — 85 с.
- Греческие рукописи в Македонии (1887)
- Материалы для истории Византийской империи: Неизданные монастырские уставы // ЖМНП — 1887. — Ч. 254. — С. 65—79.
- Материалы для истории Византийской империи (1887 и 1889)
- Византийский царь на московском престоле. Об Иоанне Грозном (1889)
- Византийская Мессалина (1889)
- Черты византийских нравов и культуры (1889)
- Византийский писатель и государственный деятель Михаил Пселл. Ч. 1. Биография Михаила Пселла / Исслед. П. В. Безобразова. — М.: Унив. тип., 1890. — VI, [1], 194 с.
- О сношениях России с Францией / [Соч.] П. В. Безобразова. — Москва: Унив. тип., 1892. — [4], 465, II с.
- Исторические статьи. Вып. 1 — Будущее переселение народов; Черты византийских нравов и культуры; Очерки средневековой жизни; Знаменитые женщины. — Москва: тип. А. И. Снегиревой, 1893. — [4], 313, [3] с.
- С. М. Соловьев: Его жизнь и науч.-лит. деятельность: Биогр. очерк П. В. Безобразова: С портр. С. Соловьева, грав. в Петербурге К. Адтом. — Санкт-Петербург: тип. Е. Евдокимова, 1894. — 80 с. — (Жизнь замечательных людей. Биографическая библиотека Ф. Павленкова; Вып. 168).
- Преступление против демократизма. — Санкт-Петербург: Тип. А. С. Суворина, 1906. — 52 с.
- Трапезунт, его святыни и древности (1916)
- Раздел Турции. — Пг.: Тип. В. Ф. Киршбаума, 1917. — 77 с. Так же доступная для скачивания на сайте НЭБ.
- Очерки византийской культуры. — Петроград: Огни, [б. г.]. — 192 с. — (Круг знания)

### Переводы
- Оне, Жорж (1848—1918). Бродяга: [Роман] / Пер. П. В. Безобразова. — Санкт-Петербург: тип. М. Я. Минкова, 1909. — 111 с.
- перевод: Путешествие Зевульфа в Святую Землю (????)

## Литературное творчество
Автор исторических повестей и детских рассказов.
В 1892 году в пользу голодающих выпустил книгу «Исторические повести П. В. Безобразова» (об исторических деятелях императоре Михаиле и Никите Педиасиме).
Автор исторического романа «Жених двух невест» (1894), сборника рассказов «Византийские сказания» (1917), биографический очерк «С. М. Соловьев: Его жизнь и научно-литературная деятельность» (для библиотеки «ЖЗЛ» Ф. Павленкова) и ряд других.
Исторические романы Безобразова печатались в «Русской Мысли», «Всемирной иллюстрации», «Курьере», «Биржевых Ведомостях».
Выступал с публичными лекциями и опубликовал в печати ряд публицистических статей и брошюр по женскому вопросу («О современном положении женщины» (1892), «О назначении женщины» (1893), «О правах женщины» (1895), «К вопросу о пьянстве. Борьба с пьянством» и др.).
В переводе П. В. Безобразова вышли «История Византии» Г. Герцберга, «Византийские портреты» Ш. Диля, «Поток» Э. Рода, «Константинополь: От Византии до Стамбула» Дж. Эссада, «Восемь греческих описаний святых мест XIV, XV и XVI в.в.», «Проскинитарий по Иерусалиму и прочим святым местам» и др.